# On n'est pas des anges… elles non plus
„On n'est pas des anges... elles non plus“ е френски филм от 1981 година, комедия на режисьора Мишел Ланг по негов собствен сценарий.
В центъра на сюжета са четирима дългогодишни приятели – трима мъже и жена, като мъжете изненадващо установяват, че изпитват любовни чувства към жената, след като тя за пръв път от години се опитва да създаде любовна връзка с нов познат. Главните роли се изпълняват от Сабин Азема, Жорж Белер, Анри Курсо, Пиер Верние.